# Sjöstadtjärnet
Sjöstadtjärnet är en sjö i Karlstads kommun i Värmland och ingår i Göta älvs huvudavrinningsområde. Sjön har en area på 0,253 kvadratkilometer och ligger 71,2 meter över havet.

## Delavrinningsområde
Sjöstadtjärnet ingår i det delavrinningsområde (660591-137321) som SMHI kallar för Utloppet av Blysjön. Medelhöjden är 82 meter över havet och ytan är 16,88 kvadratkilometer. Räknas de 2 avrinningsområdena uppströms in blir den ackumulerade arean 50,11 kvadratkilometer. Tångån som avvattnar avrinningsområdet har biflödesordning 2, vilket innebär att vattnet flödar genom totalt 2 vattendrag innan det når havet efter 270 kilometer. Avrinningsområdet består mestadels av skog (57 procent). Avrinningsområdet har 2,74 kvadratkilometer vattenytor vilket ger det en sjöprocent på 16,2 procent.